# George Papadopoulos

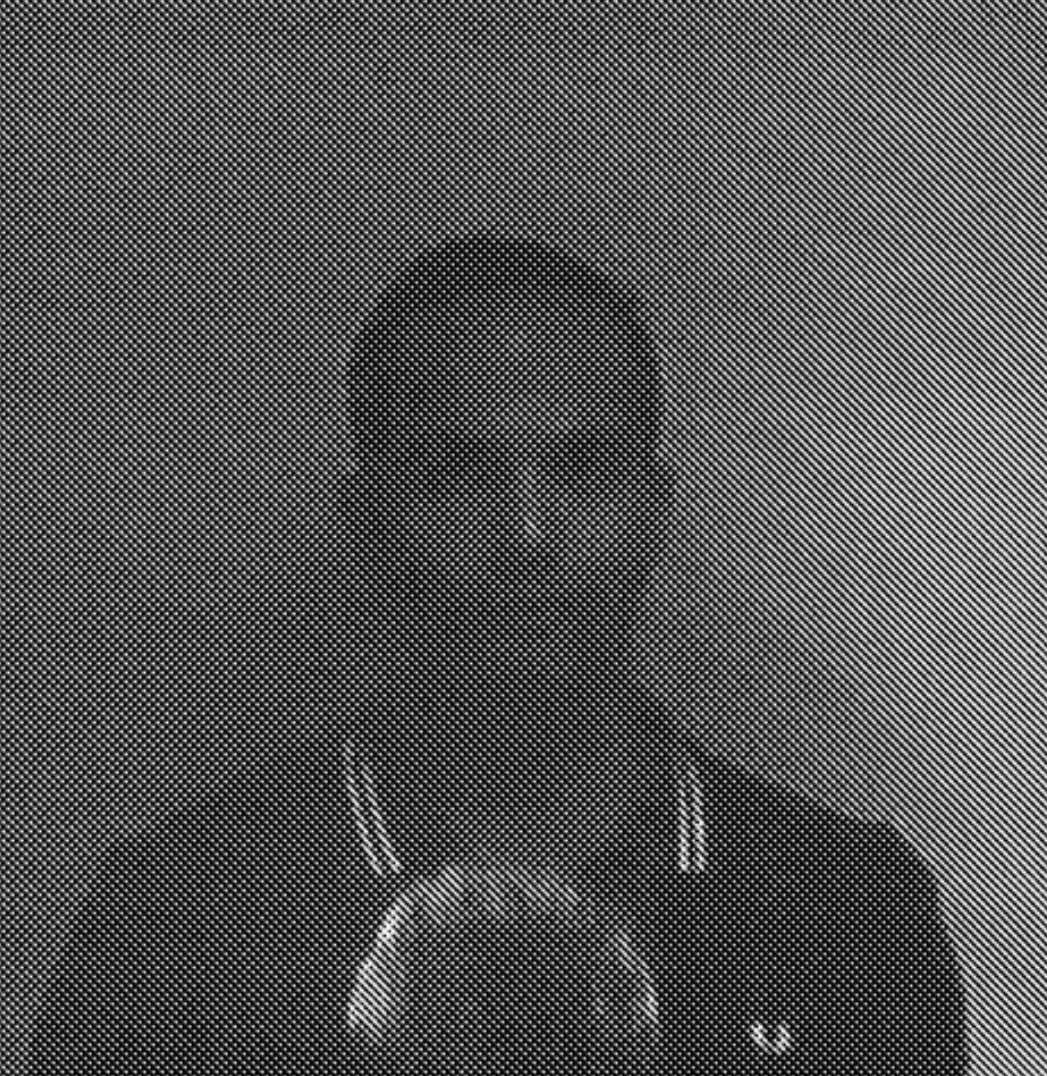
Polizeifoto von George Papadopoulos (2017)

George Demetrios Papadopoulos (* 19. August 1987 in Chicago, Illinois, USA) ist ein US-amerikanischer politischer Berater. Papadopoulos war während der Präsidentschaftskampagne von Donald Trump im Jahre 2016 ab Anfang März 2016 einer seiner fünf Berater im Team Außenpolitik (foreign policy advisory panel). Einer breiten Öffentlichkeit wurde Papadopoulos durch im Jahr 2017 aufkommende Berichte über Kontakte zwischen ihm und Verbindungspersonen zu russischen Regierungsstellen, die der Einflussnahme auf den US-Wahlkampf im Jahr 2016 verdächtigt werden. Er wurde im Rahmen der Sonderermittlung zur Beeinflussung des Wahlkampfs in den Vereinigten Staaten 2016 am 27. Juli 2017 am Dulles International Airport zeitweise festgenommen. Am 5. Oktober 2017 bekannte Papadopoulos sich schuldig, am 27. Januar 2017 das FBI belogen zu haben, als das FBI ihn zu seinen Kontakten mit der russischen Regierung im Jahre 2016 verhörte.
Papadopoulos kooperierte danach mit dem Sonderermittler Robert Mueller, wohl im Gegenzug für eine Strafmilderung. Im Dezember 2020 wurde Papadopoulos von Trump begnadigt.

## Leben und Ausbildung
George Papadopoulos wurde 1987 in Chicago als Sohn der aus Thessaloniki, Griechenland, stammenden Einwanderer Kate und Antonios Papadopoulos, geboren und wuchs in Lincolnwood, Metropolregion Chicago, auf.
Sein Vater arbeitete als Internist/Nephrologe in Addison, DuPage County, Illinois, und war u. a. auch Vorstandsmitglied bei den United Hellenic Voters of America (UHVA), einer Organisation, die die Präsidentschaftskandidatur Donald Trumps unterstützte.
Nach dem Besuch der South Side Elementary School in Champaign
ging George Papadopoulos zur Niles West High School (s. engl. Wiki) in Skokie, Illinois, und machte im Jahre 2005 seinen Abschluss.
In Folge nahm er ein Studium der Politikwissenschaft an der privaten, katholischen DePaul University, Illinois auf, das er im Jahre 2009 mit einem Bachelor abschloss.
Danach zog Papadopoulos nach London und machte am University College London (UCL), Universität London einen Master in Security Studies (s. engl. Wiki), einer Sub-Kategorie der Internationalen Beziehungen.
Nach diesem Abschluss wurde er von der London School of Economics and Political Science (LSE) angenommen und arbeitete an einem zweiten Master-Grad über internationale politische Ökonomie.
Von März 2011 bis September 2015 arbeitete er als Research Associate (Praktikant) (unpaid internship) am Hudson Institute, Washington, D.C. einer der führenden konservativen Denkfabriken (Think tanks) in den USA.
Laut eigenen Angaben in seinem LinkedIn-Account untersuchte er in dieser Zeit Energieversorgungsprojekte im östlichen Mittelmeerraum, die Interaktion verschiedener Länder dieser Region (Griechenland, Zypern, Ägypten, Israel und Libanon) und erstellte Analysen über die (Aus)wirkungen der Kohlenwasserstoffreserven im östlichen Mittelmeer und Kaspischen Meer auf die regionale Energiesicherheit.
Nach eigenen Angaben spricht er Arabisch, Englisch, Französisch und Griechisch.

## Tätigkeit im Wahlkampfteam von Donald Trump
Papadopoulos wurde im März 2016 in das Wahlkampfteam des späteren US-Präsidenten Donald Trump aufgenommen, nachdem er zuvor kurzzeitig für das Team des Präsidentschaftsbewerbers Ben Carson gearbeitet hatte. Carson hatte seine Kandidatur im Frühjahr 2016 zurückgezogen und unterstützte später die Kandidatur Trumps. Papadopoulos arbeitete in Trumps Wahlkampf als außenpolitischer Berater. Eine seiner Aufgaben in Trumps Team war Gerichtsdokumenten zufolge die Pflege von Kontakten mit Verbindungen zur russischen Regierung und die Vorbereitung möglicher inoffizieller Treffen (off the record) hochrangiger Wahlkampfmanager mit russischen Regierungsbeamten, wobei von Seiten des Trump-Teams behauptet wird, Papadopoulos habe in Eigeninitiative und ohne Abstimmung mit dem Wahlkampfmanagement gehandelt.

## Verhaftung und Schuldbekenntnis
Die US-Bundespolizei FBI leitete am 31. Juli 2016 im Rahmen der Spionageabwehr zunächst geheim gehaltene Ermittlungen zur möglichen Einflussnahme russischer Regierungsstellen auf die am 8. November 2016 stattfindende Präsidentschaftswahl in den USA. Anlass der Untersuchung war Medienberichten zufolge das verdächtige Verhalten von Papadopoulos, der damals als außenpolitischer Berater in Trumps Wahlkampfteam arbeitete. Dieser war im bereits April 2016 von Personen mit Verbindungen zum russischen Geheimdienst informiert worden, dass Russland Kenntnisse über gestohlene E-Mails von Wahlkampfmitarbeitern von Trumps Hauptkontrahentin Hillary Clinton besitze. Wenig später wurden tatsächlich gestohlene E-Mails des Clinton-Teams auf der Plattform Wikileaks veröffentlicht, was Clinton erheblichen politischen Schaden zufügte.
Am 27. Juli 2017 wurde Papadopoulos am Washington Dulles International Airport in Washington D.C. unter dem Vorwurf der Falschaussage gegenüber dem FBI festgenommen. Er wurde kurze Zeit später wieder freigelassen, nachdem er sich bereiterklärt hatte, mit den Ermittlern zu kooperieren.
Am 30. Oktober gab das Büro des Sonderermittlers bekannt, dass sich Papadopoulos nach einer Absprache der Falschaussage gegenüber dem FBI (18 U.S.C. 1001.) für schuldig bekannt hat. Papadopoulos hatte zugegeben, die Ermittler über seine Kontakte zu einer nicht namentlich genannten Person mit engen Beziehungen zur russischen Regierung belogen zu haben. Mit dieser hatte Papadopoulos eigenen Angaben zufolge während seiner Arbeit für Trumps Wahlkampfteam über den Austausch von „tausende[n] Emails“ von Trumps Konkurrentin Hillary Clinton sowie die mögliche Übergabe anderer belastender Materialien gesprochen. Außerdem seien über die Kontaktperson Treffen mit russischen Regierungsbeamten arrangiert worden. Übereinstimmenden Medienberichten zufolge handelt es sich bei der ungenannten Person um den Maltesischen Professor Joseph Mifsud.
Das Schuldbekenntnis und die Schilderung der Ereignisse erfolgten an Eides statt.
US-Präsident Trump und andere Vertreter des Wahlkampfteams wiesen jegliche Vorwürfe der Kooperation mit Russland zum Schaden von Hillary Clinton zurück. Trump habe Papadopoulos allenfalls flüchtig gekannt. Außerdem habe Papadopoulos keine wichtige Rolle in Trumps Team gespielt und sei kein richtiger Berater, sondern eher wie ein Praktikant „für das Kaffeekochen“ (coffee boy) zuständig gewesen. In einem Interview mit der Washington Post vom 21. März 2016 hatte Trump aber selbst gesagt, Papadopoulos sei für Außenpolitik mitverantwortliches Mitglied des Wahlkampfteams mit Themenschwerpunkt Öl und Energie und ein hervorragender Mitarbeiter (excellent guy).
Trump begnadigte Papadopoulos am 22. Dezember 2020, vier Wochen vor Ende seiner Amtszeit.

### Bewerbung für US-Kongress
Im Oktober 2019 erklärte die demokratische Abgeordnete des 25. Kongressbezirks von Kalifornien Katie Hill ihren Rücktritt, nachdem sie eine sexuelle Beziehung mit einer Mitarbeiterin ihrer Kampagne hatte zugeben müssen und eine Untersuchung betreffs einer möglichen sexuellen Beziehung zu einem Kongressmitarbeiter aufgenommen worden war. Kurz darauf gab Papadopoulos bekannt, er werde sich für den so freigewordenen Sitz bewerben. Papadopoulos trat anders als die meisten Bewerber nur in der Wahl um den Sitz für den 117. Kongress an, nicht in der außerordentlichen Wahl, um Hills Sitz für den Rest des 116. Kongress zu füllen. Am Wahltag verpasste er mit weitem Abstand den Einzug in die Stichwahl.

## Persönliches
Papadopoulos lebt mit seiner Mutter und seinem Bruder im Chicagoer Stadtteil Ravenswood. Er ist seit April 2017 mit der italienischen Anwältin Simona Mangiante liiert. Nachdem sich das Paar im September 2017 verlobte, erfolgte im März 2018 die Heirat.